# L'Âge tendre (film, 2020)
 (juillet 2025).
Pour plus de détails, voir Fiche technique et Distribution.
L'Âge tendre est un court métrage français réalisé par Julien Gaspar-Oliveri et sorti en 2020.

## Fiche technique
- Titre : L'Âge tendre
- Réalisation : Julien Gaspar-Oliveri
- Scénario : Claudia Bottino et Julien Gaspar-Oliveri
- Photographie : Martin Rit
- Montage : Baptiste Petit-Gats
- Son : Colin Favre-Bulle
- Décors : Léa Adriansen
- Costumes : Jeanne Alamercery
- Société de production : Melocoton Films
- Pays de production : France
- Durée : 26 minutes
- Date de sortie : 1er décembre 2020

## Distribution
- Noée Abita
- Marie Denarnaud
- Félix Kysyl
- Ilies Kadri

## Distinctions

### Nomination
- César 2022 (« Meilleur court métrage de fiction »)[1]

### Sélections
- Festival du court métrage de Clermont-Ferrand 2020
- Festival international du film de Rhode Island 2020
- Brussels Film Festival 2021